# جوزيف دبليو. غالاهر
جوزيف دبليو. غالاهر (بالإنجليزية: Joseph W. Gallaher)‏ هو شخصية أعمال أمريكي، ولد في 23 أغسطس 1826، وتوفي في 31 مايو 1892.